# Callimenellus apterus
Callimenellus apterus är en insektsart som beskrevs av Max Beier 1944. Callimenellus apterus ingår i släktet Callimenellus och familjen vårtbitare. Inga underarter finns listade i Catalogue of Life.